# Compsoptera
Compsoptera là một chi bướm đêm thuộc họ Geometridae.

## Các loài
- Compsoptera aemiliorum Raineri, 1994
- Compsoptera argentaria (Herrich-Schäffer, 1839)
- Compsoptera caesaraugustanus Redondo, 1995
- Compsoptera jourdanaria (Serres, 1826)
- Compsoptera opacaria (Hübner, 1819)